# Liste der Bodendenkmale in Kriebstein
In der Liste der Bodendenkmale in Kriebstein sind die Bodendenkmale der Gemeinde Kriebstein und ihrer Ortsteile nach dem Stand der Auflistung von Volkmar Geupel aus dem Jahr 1983 aufgelistet. Eventuelle Änderungen und Ergänzungen, insbesondere aus der Zeit nach der Wende, sind nicht berücksichtigt, da für Sachsen aktuell keine neueren allgemein zugänglichen Bodendenkmallisten vorliegen. Die Baudenkmale sind in der Liste der Kulturdenkmale in Kriebstein aufgeführt.
| Denkmal-ID | Fundart            | Ortsteil   | Bezeichnung                                | Zeitstellung | Lage                                                                                    | Bemerkungen | Bild |
| ---------- | ------------------ | ---------- | ------------------------------------------ | ------------ | --------------------------------------------------------------------------------------- | --- | ---- |
| ?          | Befestigung > Burg | Ehrenberg  | Wehranlage „Raubschloss“, „Wall“           | Mittelalter  | südwestlich des Orts auf einem Bergsporn zwischen der Zschopau und einem Nebenbach      | Höhenburg in Spornlage, dreieckige Anlage mit umlaufendem Graben und Außenwall, Abschnittswall im Osten 1979 verfüllt, Schutz seit 15. Juli 1970                          |      |
| ?          | Befestigung > Burg | Höfchen    | Wehranlage „Raubschloss“, „Wahl“           | Mittelalter  | direkt südlich des Orts auf dem Felsuber über der Zschopau (jetzt Talsperre Kriebstein) | Wehranlage in Spornlage, unregelmäßig-ovale Anlage mit Abschnittsgraben im Norden und Osten, Außenwall im Osten erhalten, im Norden eingeebnet, Schutz seit 31. März 1959 |      |
| ?          | Befestigung > Burg | Kriebstein | Wehranlage „Burg“, „Kriebstein“, „Schloss“ | Mittelalter  | östlich von Kriebstein auf einem Bergsporn in einer Schleife der Zschopau               | Höhenburg in Spornlage, durch Schloss überbaut und verändert, Abschnittsgraben im Nordwesten, Schutz seit 15. Juli 1970                                                   |      |